# Deirochelyinae
Sous-famille
Les Deirochelyinae sont une sous-famille de tortues d'eau douce cryptodires. Elle a été décrite par Louis Agassiz (1807-1873) en 1857.

## Répartition
Les espèces de cette sous-famille se rencontrent en Amérique du Nord, en Amérique centrale, en Amérique du Sud et dans les Antilles.

## Liste des genres
Selon TFTSG (27 mai 2011) :
- genre Chrysemys Gray, 1844
- genre Deirochelys Agassiz, 1857
- genre Graptemys Agassiz, 1857
- genre Malaclemys Gray, 1844
- genre Pseudemys Gray, 1856
- genre Trachemys Agassiz, 1857

## Publication originale
- Agassiz, 1857 : Contributions to the Natural History of the United States of America. Little, Brown & Co., Boston, vol. 1, p. 1-452 (texte intégral).